# Scolopsis bimaculata
Scolopsis bimaculata là một loài cá biển thuộc chi Scolopsis trong họ Cá lượng. Loài cá này được mô tả lần đầu tiên vào năm 1828.

## Từ nguyên
Từ định danh bimaculata được ghép bởi hai âm tiết trong tiếng Latinh: bi ("hai") và maculata ("có đốm"), hàm ý đề cập đến hai đốm nâu (có thể hợp thành một) ở trên đường bên loài này.

## Phân bố và môi trường sống
Từ Biển Đỏ và vịnh Ba Tư, S. bimaculata có phân bố dọc theo bờ biển Đông Phi, về phía đông đến Sri Lanka và vịnh Bengal (Ấn Độ).
S. bimaculata sống trên các rạn san hô hoặc nền đáy cát và bùn quanh các rạn đá, độ sâu đến khoảng 60 m.

## Mô tả
Chiều dài cơ thể lớn nhất được ghi nhận ở S. bimaculata là 31 cm. Cơ thể màu xám nhạt, bụng màu trắng. Vệt đốm nâu kéo dài (có thể tách thành hai đốm) ở phần thân trên, bắt đầu từ dưới gai vây lưng thứ 7 hoặc 8 và giao cắt với đường bên. Vạch màu xanh ngọc từ môi trên ngược lên rìa dưới của mắt.
Số gai vây lưng: 10; Số tia vây lưng: 9; Số gai vây hậu môn: 3; Số tia vây hậu môn: 7; Số tia vây ngực: 15–17; Số gai vây bụng: 1; Số tia vây bụng: 5.

## Sinh thái
S. bimaculata ăn các loài thủy sinh không xương sống như giáp xác, nhuyễn thể, da gai và cá nhỏ hơn.

## Sử dụng
S. bimaculata là một thành phần quan trọng trong hoạt động đánh bắt thủ công ở Kenya, và cũng thường xuất hiện ở các chợ cá miền nam Ấn Độ.